# Wassili Wassiljewitsch Rotschew

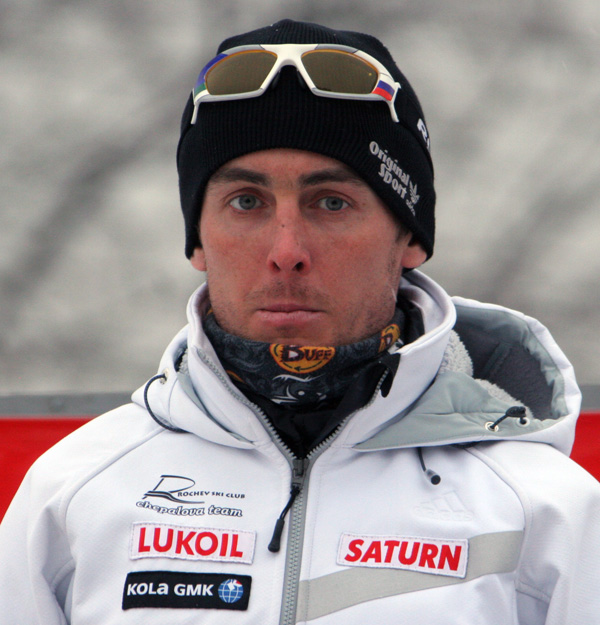
Wassili Rotschew (2008)

Wassili Wassiljewitsch Rotschew (russisch Василий Васильевич Рочев; * 23. Oktober 1980 in Syktywkar, ASSR der Komi, Russische SFSR, Sowjetunion) ist ein russischer Skilangläufer. Er ist der Sohn der Skilangläufer Wassili Rotschew und Nina Rotschewa und ist mit Julija Tschepalowa verheiratet.
Bei den Junioren-Weltmeisterschaften 2000 im slowakischen Štrbské Pleso wurde er mit der russischen Langlaufstaffel Weltmeister und gewann im Einzelrennen über 30 Kilometer die Silbermedaille. Der Sportler ist seit November 2000 im Weltcup dabei und feierte bereits in seinem Debütrennen einen gehobenen 13. Platz. Es folgten zahlreiche Platzierungen unter den besten 30, ehe ihm im Alter von 22 Jahren sein erster Weltcupsieg in Kuusamo über 15 Kilometer in der klassischen Technik im Jahr 2002 gelang.
Bei der Nordischen Skiweltmeisterschaft 2005 in Oberstdorf errang Rotschew die Goldmedaille im 1,5-km-Sprint und Bronze mit der Staffel. Bei den Olympischen Winterspielen 2006 in Turin gewann er zusammen mit Iwan Alypow die Bronzemedaille im Team-Sprint klassisch. Weitere Medaillen folgten bei der Nordischen Skiweltmeisterschaft 2007 in Sapporo, wo er zusammen mit Nikolai Morilow Silber im Team-Sprint und gemeinsam mit Nikolai Pankratow, Alexander Legkow und Jewgeni Dementjew Silber in der Staffel gewann.